# Fortriu
Fortriu vagy Fortriu Királyság a piktek egyik ősi királyságának neve, amit gyakran az egész Piktföld szinonimájaként is használnak. Majdnem biztosan az észak-skóciai Moray és Easter Ross környékén helyezkedett el, de a hagyomány szerint a közép-skóciai Strathearn környékén terült el.
A szó maga modern rekonstrukció: az óír nyelvű nominativus alakja az eredetileg csak genitivus, illetve dativus alakban előforduló Fortrenn és Fortrinn szavaknak. A rekonstruált pikt nyelvű alak Uerturió lenne. (És valóban, az ókori rómaiak a piktek egy vagy két fő törzsét Uerturiones néven ismerték.)
A hagyományos tudományos konszenzus az elmúlt évszázadban az volt, hogy Fortriu Skócia középső területein volt és a Dél-Pikt Királyságnak felelt meg, de Alex Woolf legutóbbi kutatásai ezt az elméletet megingatták, és a legtöbben ma északra helyezik a királyságot, ahol a legkorábbra datált pikt emlékművek találhatók.
Ez lehetett az a terület, ahonnan elindult a Piktföld egységesülése. Mindez megnöveli a viking támadások jelentőségét ebben a folyamatban, hiszen észak jobban ki volt téve a viking pusztításnak. Más fényben tűnnek így fel azok a források is, amelyek szerint I. Kenneth, aki a hagyomány szerint elsőként egyesítette Skóciát, kezdetben Fortriu uralkodója volt.